# Сборная ЮАР по крикету
Сборная Южной Африки по крикету (англ. South Africa national cricket team) представляет Южно-Африканскую Республику в международных тестовых матчах, а также матчах ODI и Twenty20 по крикету. Команда, управляемая национальной федерацией крикета Cricket South Africa, известна под прозвищем Proteas («протеи»).
ЮАР обладает статусом тестовой сборной с 1889 года. Команда провела 377 тестовых матчей, выиграв 137, уступив в 126, ещё 114 встреч завершились ничьей-дроу. Южноафриканцы провели 478 матчей ODI, в которых одержали 297 побед, потерпели 163 поражения, сыграли вничью в 5 случаях, 13 матчей завершились без результата.
28 августа 2012 года южноафриканцы стали первой сборной, возглавивившей рейтинги команд по всем трём форматам крикета. Сейчас команда продолжает возглавлять тестовый рейтинг, находится на четвёртом месте в списке ODI и занимает шестую позицию в рейтинге Twenty20.

## Тренерский штаб
- Главный тренер: Рассел Доминго
- Тренер боулеров: Аллан Дональд
- Психологическая подготовка: Пэдди Аптон
- Массажист, специалист по логистике: Риан Мюллер

## Выступления

### Чемпионат мира (Тест)[англ.]
- 2019-2021: 5-е место
- 2021-2023: 3-е место
- 2023-2025: чемпионы

### Чемпионат мира ODI
Сборная не участвовала в чемпионатах мира до 1992 года ввиду санкций международного спортивного сообщества. Команда была отстранена от международных соревнований из-за дискриминационной политики южноафриканского правительства.
- 1992: полуфинал
- 1996: четвертьфинал
- 1999: полуфинал
- 2003: 1-й раунд
- 2007: полуфинал
- 2011: четвертьфинал

### Чемпионат мира Twenty20
- 2007: 2-й раунд
- 2009: полуфинал
- 2010: 2-й раунд
- 2012: 2-й раунд

### Чемпионс Трофи
- 1998: победа
- 2000: полуфинал
- 2002: полуфинал
- 2004: 1-й раунд
- 2006: полуфинал
- 2009: 1-й раунд
- 2013: полуфинал